# Tom Simpson
Thomas "Tom" hay "Tommy" Simpson (30 tháng 11 năm 1937 - 13 Tháng 7 1967) là một trong những cua rơ xe đạp chuyên nghiệp thành công nhất nước Anh. Ông sinh ra trong Haswell, hạt Durham và sau đó chuyển đến Harworth, Nottinghamshire. Simpson bắt đầu đường đi xe đạp khi còn là thiếu niên trước khi lên đường đi xe đạp, chuyên về các cuộc đua đuổi. Ông đã giành một huy chương đồng cho đua xe đạp tại Thế vận hội mùa hè năm 1956 và một bạc tại 1958 và Thế vận hội Đế quốc Anh và Khối thịnh vượng chung.
Tom Simpson đã chết vì kiệt sức trên sườn núi Ventoux khi đang đạp giai đoạn thứ 13 của Tour de France năm 1967.
Việc khám nghiệm tử thi cho thấy anh đã sử dụng các chất kích thích. Thêm vào việc uống rượu, việc đạp xe leo lên núi Ventoux dốc, các điều kiện nóng, và bệnh dạ dày, doping là nguyên nhân gây ra tử vong..

## Tiểu sử
Simpson sinh ngày 30/11/1937 ở Haswell, hạt Durham, là con út của gia đình cha là thợ mỏ Tom Simpson và mẹ là Alice (nhũ danh Cheetham). Cha của anh là vận động viên chạy nước rút bán chuyên nghiệp.
Sau Thế chiến II, gia đình Simpson chuyển tới Harworth bắc Nottinghamshire, một làng khai thác mỏ khác, nơi Simpson lớn lên và trở nên quan tâm môn đua xe đạp. Cậu theo học trường làng và sau đó là Trường kỹ thuật Worksop và vào năm 1954 là một người thợhọc việc tại một công ty kỹ thuật trong Retford.